# Pál Heim
Pour les articles homonymes, voir Heim.
Pál Heim, né le 30 novembre 1875 à Budapest et mort dans cette même ville le 23 octobre 1929, est un médecin pédiatre hongrois.
Il est l'élève de János Bókai (en).
Le principal hôpital pédiatrique de Budapest (en) porte son nom.